# 土屋善之丞
土屋 善之丞（つちや ぜんのじょう）は、江戸時代初期の武士で、尾張国名古屋藩の藩士。

## 生涯
徳川義直に仕えた側近で近習を務めた。もともと譜代の家臣では無かったが、義直に目をかけられて近習とされ、譜代衆と変わらないほどに厚遇され、その子供らも近習として召し出された。
慶安3年（1650年）5月7日に主君の義直が51歳で死去した。すると即日、多くの側近が殉死したが、その際に土屋善之丞も含まれていた。
『正事記』に以下のように殉死の際の記録がある。
```
土屋は義直公から大恩を受けていた。しかし譜代の臣では無かったから義直公が死去された際に殉死を志すとは誰も思わなかった。しかし土屋は自ら殉死を望み、
介錯
を依頼した。この際に介錯する武士に「自分が義直様の御供を願ったのは、尋常のようにただ腹を切るということではない。御主君の御病苦を少しでも感じられるようにして死にたいのだ。自分が言葉をかけてから介錯してほしい。それまではどんなに苦しんでも介錯して下さるな」ときつく頼んだ。そして、土屋はまず
脇差
を肝に突き立て、これを繰り廻した。脇差を抜き、また他の所に突き立てて繰り返す。何度も何度も執拗に繰り返した。そして土屋は「人間が死ぬときは苦しいものよ。御主君もさぞかし御苦労であったろう」と言いながら、なおも続けた。初めは声高であったものが、次第に弱まってくる。そそて遂に「是迄。かたがたさらば」と言って介錯を請うた。
```

享年は60歳だったという。